# الفيوم (مركز)
مركز الفيوم، مركز إداري مصري. يقع في محافظة الفيوم الواقعة في جمهورية مصر العربية. القاعدة الإدارية للمركز هي مدينة الفيوم.